# Le Pègue
Le Pègue é uma comuna francesa na região administrativa de Auvérnia-Ródano-Alpes, no departamento de Drôme. Estende-se por uma área de 11,12 km². Em 2010 a comuna tinha 372 habitantes (densidade: 33,5 hab./km²).